# Pseudobarbus
Pseudobarbus is een geslacht van straalvinnige vissen uit de familie van karpers (Cyprinidae).

## Soorten
- Pseudobarbus afer (Peters, 1864)
- Pseudobarbus asper (Boulenger, 1911)
- Pseudobarbus burchelli (Smith, 1841)
- Pseudobarbus burgi (Boulenger, 1911)
- Pseudobarbus phlegethon (Barnard, 1938)
- Pseudobarbus quathlambae (Barnard, 1938)
- Pseudobarbus tenuis (Barnard, 1938)